# World Behind My Wall
«World Behind My Wall» es el segundo sencillo de la banda alemana de rock Tokio Hotel, este se desprende de su álbum Humanoid (versión en inglés).
En una entrevista para MTV Latinoamérica en el programa Los 10+ Pedidos Tokio Hotel reveló que este sería su siguiente sencillo después del gran éxito que han tenido con el anterior Automatic/Automatisch, también revelaron que el video se estrenaría a mediados de diciembre de este año.
Esta canción también cuenta con su versión en alemán llamada "Lass Uns Laufen" del disco Humanoid (versión en alemán) la cual es el 2.º sencillo del mismo.
Y efectivamente el video de esta canción fue estrenado el 14 de diciembre de 2009 en varios canales de Youtube simultáneamente, éste muestra a Tokio Hotel en un escenario que se prende en llamas mientras muestran escenas grabadas de los últimos meses y grabaciones del Behind the Scene del mismo vídeo.

## Lista de posiciones
| Listas (2010)                   | Posiciones |
| ------------------------------- | ---------- |
| UK Singles Chart                | 69         |
| Chile Top 100                   | 34         |
| Los 10+ Pedidos de MTV (Norte)  | 1(x8)      |
| Los 10+ Pedidos de MTV (Centro) | 1(x9)      |
| Los 10+ Pedidos de MTV (Sur)    | 1(x20)     |

 Para Ver El Video Oficial.
- Datos: Q1751098